# Ágora (Valencia)
El Ágora es una gran plaza cubierta neofuturista diseñada por Santiago Calatrava situada en el complejo de la Ciudad de las Artes y las Ciencias de Valencia, entre el puente de l'Assut de l'Or y l'Oceanogràfic. En (noviembre de 2009) se celebró en su interior el nuevo Open 500 (ATP World Tour 500) de tenis de la Comunidad Valenciana. 
Se inauguró en noviembre de 2009 con el torneo de tenis.
Su estructura es metálica y está revestida de trencadís lila y cristal. Tiene una altura de 80 metros y ocupa una superficie elíptica de 5000 metros cuadrados.

Su forma recuerda, según el propio Calatrava, a dos manos entrelazadas pues el Ágora constará en su parte superior de unas alas (los dedos en el símil de las manos) que permite filtrar la cantidad de luz que entrará en su interior. Aún no se le han añadido las piezas de remate: "Los Largueros" ya construidos pero sin ensamblar, que en el proyecto original coronan engarzados el edificio.

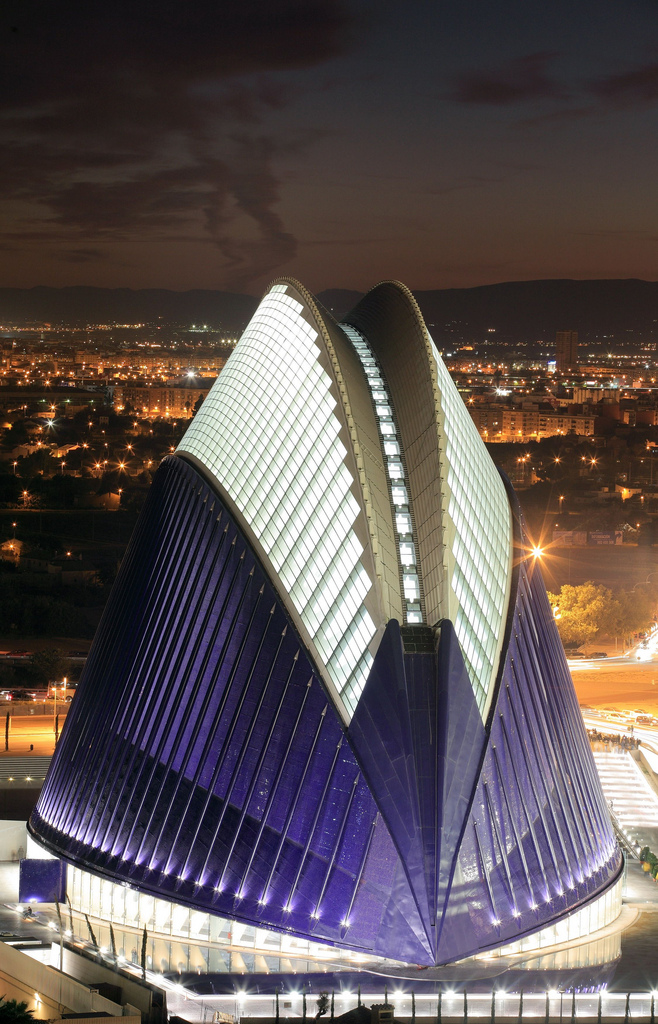
Ágora en 2010
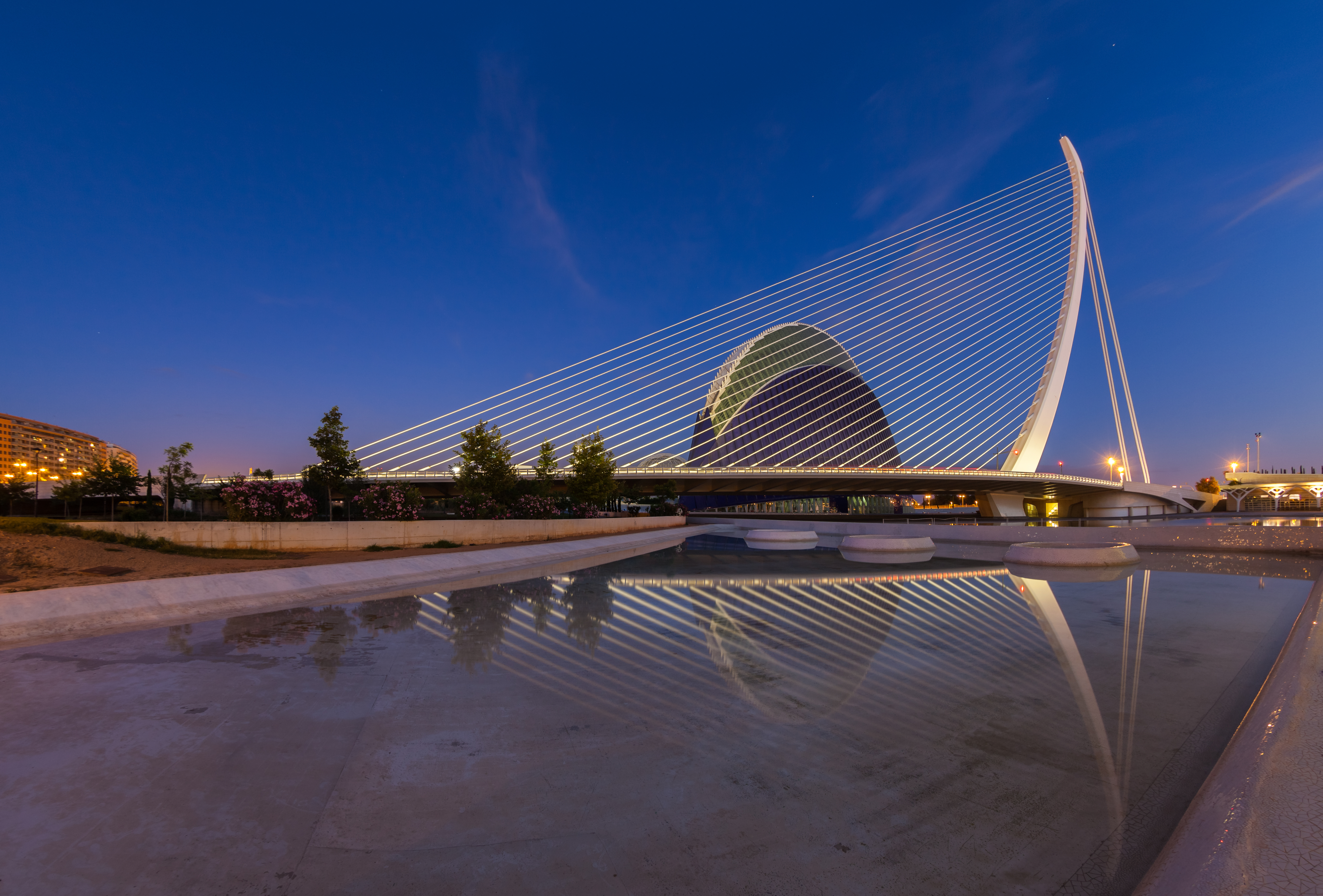
Puente Assut de l'Or